# Saint-Mard-de-Réno
Saint-Mard-de-Réno är en kommun i departementet Orne i regionen Normandie i nordvästra Frankrike. Kommunen ligger i kantonen Mortagne-au-Perche som tillhör arrondissementet Mortagne-au-Perche. År 2022 hade Saint-Mard-de-Réno 397 invånare.

## Befolkningsutveckling
Antalet invånare i kommunen Saint-Mard-de-Réno
| Referens: INSEE |